# Emanuel Kratky

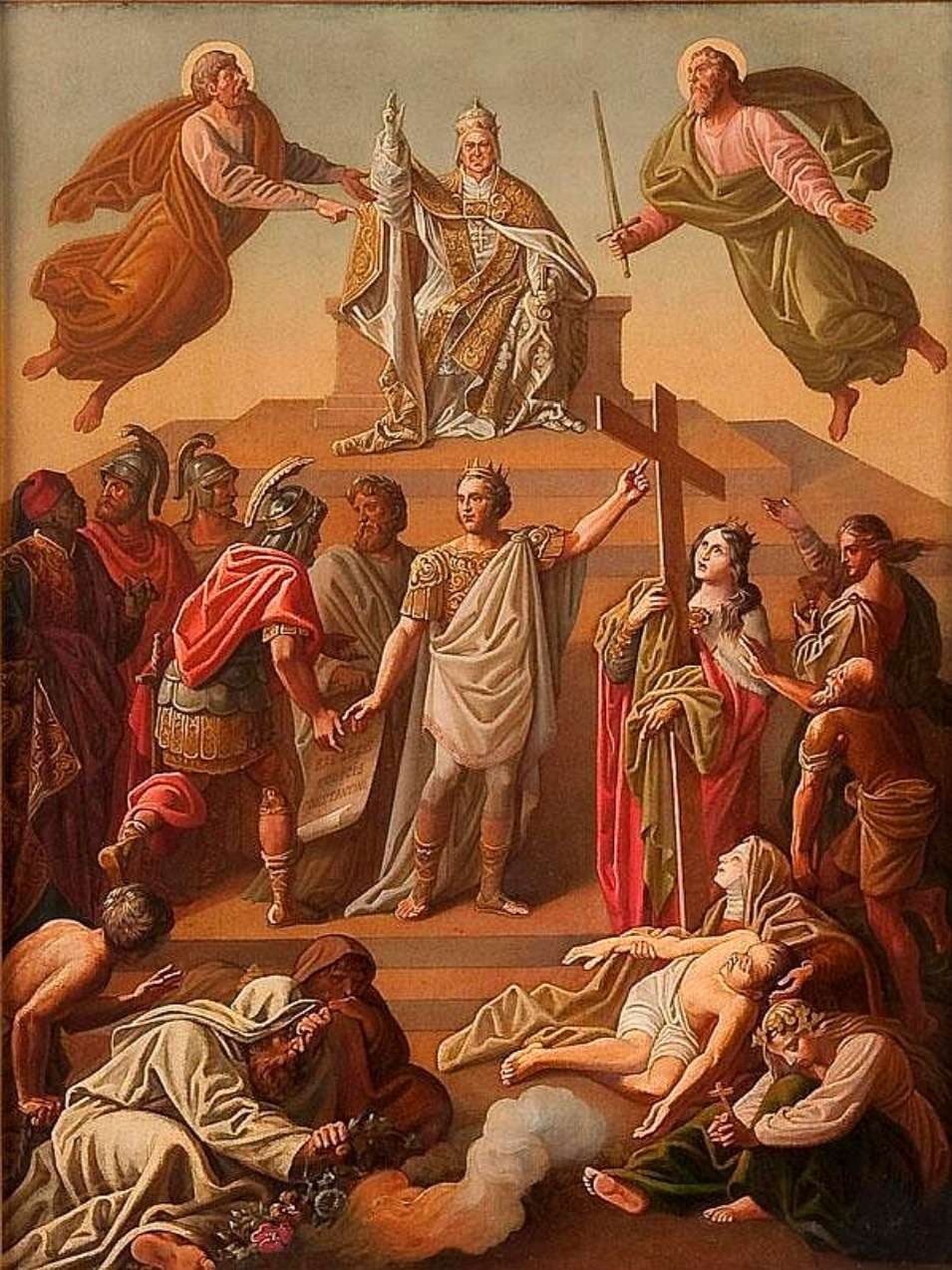
Auffindung des heiligen Kreuzes, 1850er Jahre

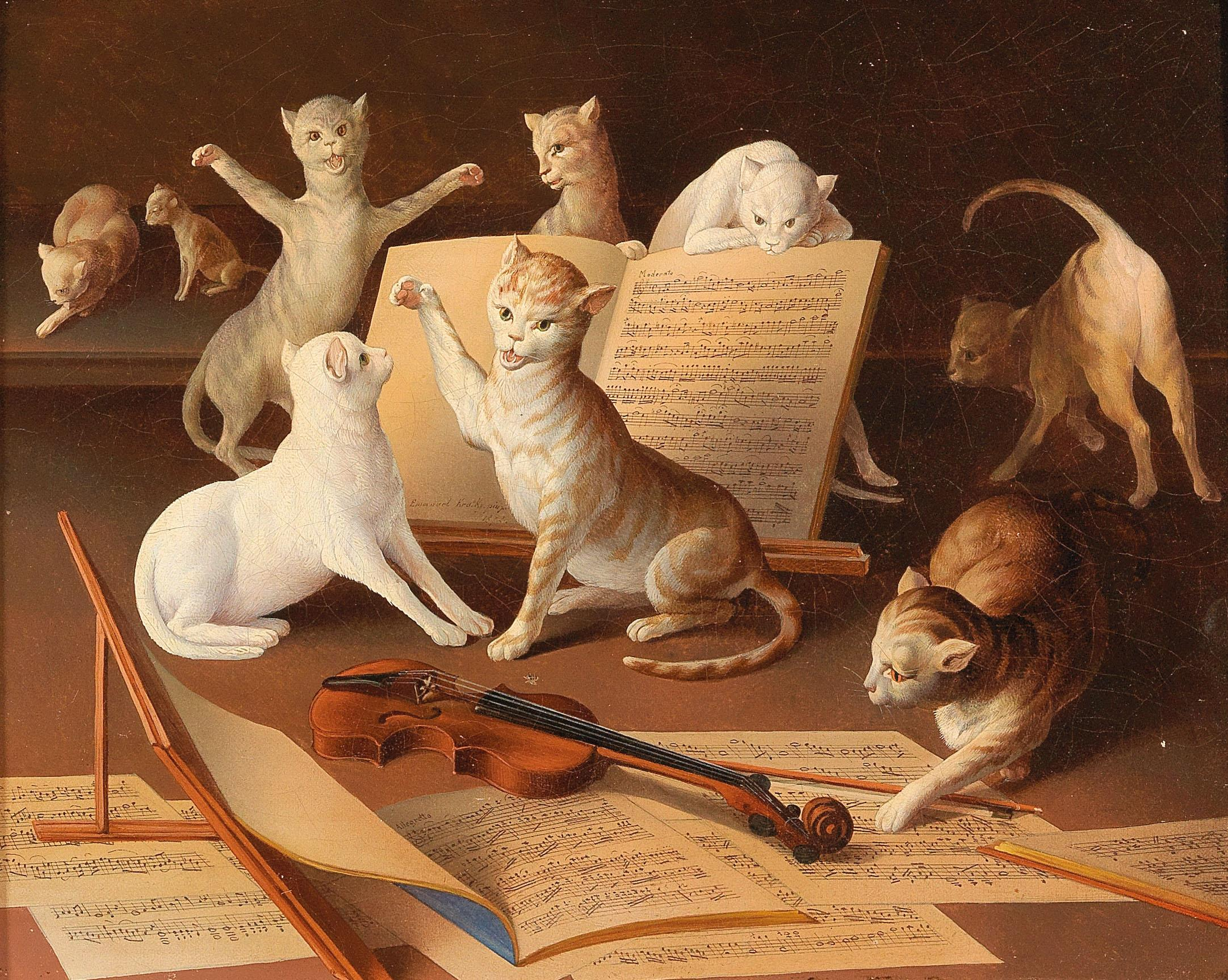
Katzenkonzert, 1872

Emanuel Kratky, C.Ss.R, auch Emmanuel Kratky (* 1824 in Kuttenberg, Königreich Böhmen; † 11. November 1901 in Wien), war ein böhmischer Redemptorist und Maler.

## Leben
Kratky war Schüler von Joseph Führich an der Wiener Akademie. Als Laienbruder trat er 1846 in die Kongregation der  Redemptoristen ein. Um 1850 erkrankte er  psychisch (Schizophrenie?) und lebte ab 1852/1853 in der Niederösterreichischen Landesirrenanstalt am Brünnlfeld in Wien. Er hinterließ eine Anzahl von religiösen, spätnazarenisch geprägten Gemälden. Bemerkenswert ist auch das Motiv Katzenkonzert, das er 1872 schuf. Sein 1857 geschaffenes Bildnis des Alfonso Maria de Liguori stach Xaver Steifensand für den Verein zur Verbreitung religiöser Bilder in Düsseldorf.